# Бридж

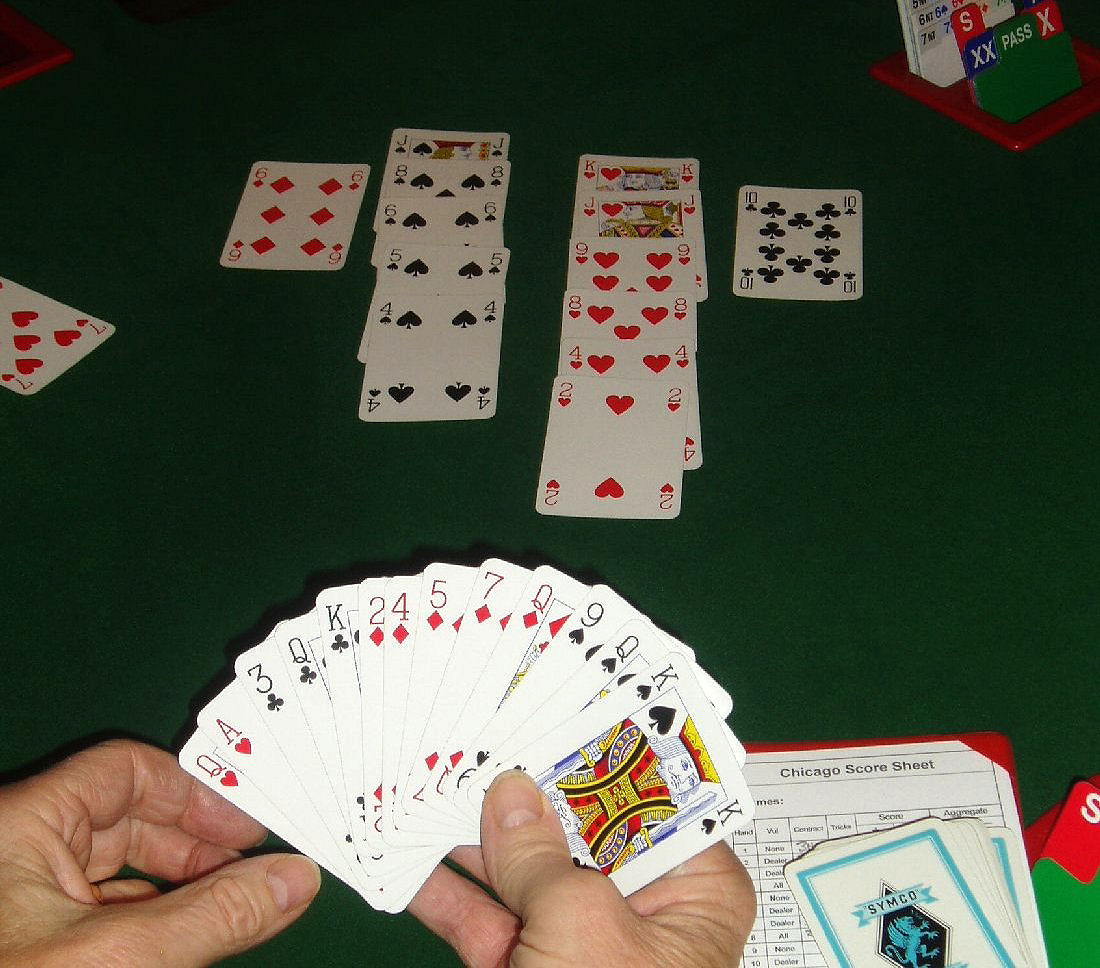

Бридж (англ. bridge) — карткова командна гра. Спортивний бридж — єдина карткова гра, яку Міжнародний олімпійський комітет визнав видом спорту. Гра в бридж потребує значних інтелектуальних зусиль. Фактор випадковості (гра випадку) зведений до мінімуму, а при командних іграх — до нуля (гра навички) (команди розігрують однакові роздачі карт). Особливим в бриджі є те, що під час торгівлі партнери (цілком легально) стараються передати один одному інформацію про свої карти. Часто карти гравця в бриджі називають рукою.

## Історія і види гри
Історія кількох ігор схожих до гри віст може бути прослідкованою до початку XVI сторіччя. Перша гра відома як бридж була виділена двома нововведеннями. По-перше, козир визначався гравцем (тим, хто виграв торги) або він міг передати це право своєму партнерові; по-друге, гравець грав як своїми картами (які залишалися закритими від інших гравців), так і картами свого партнера, які ставали відкритими для всіх.
Ця гра відома тепер як бридж-віст або стрейт-бридж, стала дуже популярною в Сполучених Штатах і Великій Британії наприкінці XIX сторіччя.
З 1904 етап торгів використовувався для визначення того, який гравець визначатиме козирну масть і матиме привілей гри відкритими картами свого партнера. Цей варіант гри називається аукційний бридж.
Сучасна відмінність — контрактний бридж, з'явився коли Харольд Стірлінг Вандербілт і інші внесли зміни у підрахунок очок в аукційному бриджі. Вандербілт виписав свої правила в 1925, і за кілька років контрактний бридж став переважною формою гри. Він витіснив усі інші форми бриджу, включно з аукційним, так що «бридж» є тепер синонімом з «контрактний бридж».
За кожен зіграний контракт пара отримує певну кількість очок. Пара, яка набрала 100 очок, виграє гейм. Два виграні гейми називають робером, звідси назва — роберний бридж. Іншим видом гри є спортивний бридж, в якому одиницею гри є окрема, заздалегідь приготована роздача. У командний спортивний бридж грають щонайменше дві команди по дві пари гравці у кожній (чотири гравці в одній команді). Один розклад карт грається одразу на двох столах, але такі самі карти роздають гравцям з протилежних команд, що нівелює фактор випадковості.
За Оксфордським словником англійської мови, слово bridge є англійською вимовою слова biritch — старшої, невідомої гри, що походила з Близького Сходу. Найстарший відомий збір правил з 1886 року називає цю гру «британським, або російським вістом». Оксфордський словник наводить здогадки, що слово могло походити від турецького терміну bir-üç що означає «один-три», що стосується однієї відкритої й трьох закритих рук.

## Хід гри
В одну партію грають четверо — дві пари партнерів. Традиційно гравців називають Північ, Схід, Південь і Захід. Пара Північ-Південь грає проти пари Схід-Захід. Гра складається з роздач, а кожна роздача — з двох етапів — торгівлі та розіграшу.

### Роздача
У бридж грають однією повною колодою з 52 карт, один з гравців їх роздає. Після розіграшу партії роздача переходить до наступного гравця за годинниковою стрілкою.
У роберному бриджі після тасування роздавач (англ. dealer) роздає карти по одній за годинниковою стрілкою (починаючи від гравця, що сидить ліворуч і закінчуючи собою). У той самий час для зручності партнер роздавача тасує іншу колоду карт, що буде використовуватися наступною. Роздавачі чергуються також за годинниковою стрілкою.
У спортивному бриджі карти розкладають один раз перед початком турніру, для того, щоб кілька учасників зіграли одними й тими ж розкладами.

### Торги
Під час торгів кожен з гравців по черзі за годинниковою стрілкою робить певний клич. Роздавач робить перший клич.
Кожен клич може належати до типу:
1. Заявка — гравець заявляє скільки взяток понад шість зобов'язується взяти його пара і називає козир, або без козиря. Кожна наступна заявка повинна перевищувати вже зроблену — бути старшою за неї. Старшість заявок визначається кількістю взяток і козирем (чи його відсутністю). Ряд від наймолодших до найстаршої: 1♣, 1♦, 1♥, 1♠, 1БК, 2♣, … 7БК.
2. Пас — порожній клич. Наступного разу, коли черга дійде до цього гравця, він далі зможе зробити довільний клич.
3. Контра — безпосередньо після заявки суперники можуть оголосити контру, що підвищує ціну гри вдвічі (та додає премію за перевиконання контракту).
4. Реконтра — після контри суперника можна оголосити реконтру, що підвищує ціну гри ще вдвічі.

Торги закінчуються після того, як три гравці підряд оголосили «пас» (після заявки, контри чи реконтри). Остання заявка стає контрактом, а пара гравця, що зробив останню заявку, виграє контракт. У цій парі гравець, який першим заявив козир контракту, стає розігруючим (англ. declarer), а його партнер — тлумаком (англ. dummy). Розігруючий гратиме своїми картами і картами тлумака, які буде відкрито на столі після заходу суперника.
Якщо після роздачі всі чотири гравці спасували, то всім записується нуль очок, і роздача переходить наступному гравцеві.

### Розіграш
Встановивши контракт, гравці переходять до розіграшу. Пару гравців, яка програла контракт, називають захисниками. Першим ходить захисник, що сидить за годинниковою стрілкою після розігруючого. Після того, як він кладе одну зі своїх карт на стіл, тлумак відкриває свої карти таким чином, щоб їх бачили партнер і суперники. Надалі він робить ходи за вказівкою партнера, або ж може відпочивати, дозволивши партнеру ходити замість себе. Гравці ходять по черзі, за годинниковою стрілкою. Грати слід картами тієї масті, якою було зроблено захід. Якщо ж карти такої масті немає, тоді можна грати будь-якою картою, не обов'язково козирем. Коли кожен із гравців виклав по одній карті, визначається хто забирає взятку. Перемагає або ж найстарша карта масті, з якої заходили, або ж найстарший козир. Право наступного заходу належить гравцю, який забрав взятку. Якщо взятку забрав тлумак, то наступний захід робиться з його карт, викладених на стіл. У спортивному бриджі гравець, який виграв взятку, не забирає її собі. Натомість карти просто перевертають і залишають у тих гравців, які ними ходили. Зазвичай, якщо взятка виграна, то карта ставиться вертикально, якщо програна — горизонтально, щоб полегшити підрахунок. Робиться це для того, щоб потім зібрати карти в кишеньки на спеціальній дощечці, не змішуючи їх, і передати на наступний стіл.
Таким чином розігрують усі тринадцять взяток. Доволі часто розіграш проводиться лише частково, після чого розігруючий декларує, що бере решту взяток, або ж бере частину взяток. Суперники можуть погодитися (тоді розіграш припиняється) або ж не погодитися (розіграш триває далі).
Після закінчення розіграшу підраховують взятки й визначають, чи виконано контракт.

## Система підрахунку
У роберному бриджі й спортивному бриджі підрахунок дещо різний.
У роберному бриджі гра ведеться до виграшу двох геймів. Якщо пара гравців уже виграла один гейм, то вона потрапляє в так звану хитку (англ. vulnerable) позицію. У російській мові заведено казати, що пара потрапляє в зону. Цей термін вживається також і в українській. У хиткій позиції збільшуються штрафи за незіграний контракт і премії за взятки понад контракт.
У спортивному бриджі підрахунок проводиться таким чином:
- якщо контракт виконано, то захисники не отримують нічого, а пара, яка його замовила отримує:
  - за контракт у мінорних мастях (жирі♣ й дзвінці♦)[2] — 20 очок за кожну взятку, починаючи з сьомої;
  - за контракт у мажорних мастях (чирві♥ й ви́ні♠)[2] — 30 очок за кожну взятку, починаючи з сьомої;
  - за безкозирний контракт — 30 очок за кожну взятку, починаючи з сьомої, та 10 додаткових очок (за контракт без козиря).
    - у разі гри на контрі, кількість очок подвоюється, крім того, додаються очки за кожну взятку понад контракт (20 або 30, залежно від масті контракту).
      - у разі гри на реконтрі, кількість очок множиться на чотири.

  - за замовлений і зіграний малий шлем (12 взяток), пара отримує премію.
  - за замовлений і зіграний великий шлем (усі 13 взяток), пара отримує премію.
  - коли набрана сума перевищує 100 очок, пара контрактерів отримує премію

300 очок при грі у нехиткій позиції й 500 очок при грі у хиткій позиції.
- якщо контракт не виконано, то захисники отримують очки за кожну недобрану суперниками взятку:
  - 50 (нехитка позиція у супротивників) або 100 (хитка позиція у супротивників).
  - у випадку гри на контрі набрана сума подвоюється.
  - у випадку гри на реконтрі набрана сума множиться на 4.

## Системи торгівлі та конвенції
Парі партнерів дозволено під час гри пробувати передати інформацію про свої карти, але на цей процес накладаються два обмеження:
- Інформація може передаватись лише за допомогою кличів і пізніше за допомогою ходів картами, і жодним іншим чином;
- Вся передана інформація мусить бути доступна також опонентам.